# Saison 2008-2009 de la LNAH
Saison précédente Saison suivante
La saison 2008-2009 est la treizième saison de la Ligue nord-américaine de hockey (souvent désignée par le sigle LNAH), ligue de hockey sur glace du Québec. 
La saison débute à neuf équipes, mais le 23 janvier 2009, le Poutrelles Delta de Sainte-Marie cesse ses activités. Chacune des huit équipes qui terminent la saison joue quarante-quatre parties. La saison régulière débute le 25 septembre 2008 et se termine le 8 mars 2009.

## Saison régulière

### Changements
- Le CIMT de Rivière-du-Loup se joint à la ligue[2].
- Le Poutrelles Delta de Sainte-Marie se joint à la ligue.
- Le Radio X de Québec est vendu et transféré pour devenir le Lois Jeans de Pont-Rouge[3].
- Les Summum-Chiefs de Saint-Jean-sur-Richelieu sont vendus et déménagent pour devenir le 98.3 FM de Saguenay[4].
- Le Top Design de Saint-Hyacinthe devient les Chiefs de Saint-Hyacinthe[5].
- Le Mission de Sorel-Tracy suspend ses activités pour la saison[6].

### Faits marquants
- Le 27 septembre 2008, Dominic Maltais du Saint-François de Sherbrooke devient le neuvième joueur de l’histoire de la ligue à obtenir 500 points en carrière[7].

### Classement des équipes
C’est le Lois Jeans de Pont-Rouge qui termine la saison régulière en première place. Les huit équipes qui terminent la saison participent aux séries.
- Équipe championne de la saison régulière
- Équipe qui ne termine pas la saison

Pour les significations des abréviations, voir statistiques du hockey sur glace.
| Équipe                           | PJ | V  | D  | DP | DF | BP  | BC  | Pun   | Pts |
| -------------------------------- | -- | -- | -- | -- | -- | --- | --- | ----- | --- |
| Lois Jeans de Pont-Rouge         | 44 | 30 | 10 | 1  | 3  | 208 | 147 | 1 664 | 64  |
| CRS Express de Saint-Georges     | 44 | 26 | 14 | 1  | 3  | 194 | 151 | 1 844 | 56  |
| Saint-François de Sherbrooke     | 44 | 24 | 12 | 4  | 4  | 201 | 171 | 1 703 | 56  |
| Isothermic de Thetford Mines     | 44 | 23 | 15 | 3  | 3  | 181 | 184 | 1 423 | 52  |
| Chiefs de Saint-Hyacinthe        | 44 | 24 | 16 | 2  | 2  | 165 | 174 | 2 049 | 48  |
| Caron et Guay de Trois-Rivières  | 44 | 20 | 18 | 4  | 2  | 188 | 179 | 1 645 | 46  |
| CIMT de Rivière-du-Loup          | 44 | 18 | 23 | 3  | 0  | 151 | 184 | 1 697 | 39  |
| 98.3 FM de Saguenay              | 44 | 14 | 27 | 2  | 1  | 141 | 192 | 1 652 | 31  |
| Poutrelles Delta de Sainte-Marie | 32 | 13 | 17 | 2  | 0  | 116 | 163 | 1 151 | 28  |

### Meilleurs joueurs de la saison régulière

#### Classement des pointeurs
| Joueur           | Équipe         | PJ | B  | A  | Pts | Pun |
| ---------------- | -------------- | -- | -- | -- | --- | --- |
| Kévin Cloutier   | CRS Express    | 43 | 26 | 67 | 93  | 56  |
| Robert Guillet   | Lois Jeans     | 43 | 30 | 49 | 79  | 48  |
| Chad Lacasse     | CIMT           | 44 | 39 | 35 | 74  | 20  |
| Sylvain Rodier   | Caron et Guay  | 43 | 33 | 38 | 71  | 72  |
| Steve Larouche   | Lois Jeans     | 40 | 23 | 45 | 68  | 10  |
| Philippe Audet   | CRS Express    | 42 | 35 | 30 | 65  | 70  |
| Grégory Dupré    | Saint-François | 44 | 23 | 41 | 64  | 46  |
| Yannick Tremblay | Saint-François | 44 | 22 | 41 | 63  | 59  |
| David Thibeault  | Caron et Guay  | 42 | 27 | 33 | 60  | 42  |
| Dominic Chiasson | Isothermic     | 43 | 27 | 31 | 58  | 24  |

#### Classement des gardiens de but
| Gardien              | Équipe         | PJ | Min     | V  | D | DP | BC  | BL | %Arr   | Moy  |
| -------------------- | -------------- | -- | ------- | -- | - | -- | --- | -- | ------ | ---- |
| Luc Bélanger         | Lois Jeans     | 40 | 2206:22 | 29 | 6 | 2  | 108 | 2  | 90,6 % | 2,94 |
| Frédéric Deschênes   | CRS Express    | 30 | 1697:58 | 21 | 7 | 0  | 85  | 2  | 91,1 % | 3,00 |
| Jean-François Racine | Saint-François | 27 | 1508:29 | 15 | 6 | 4  | 92  | 0  | 89.0 % | 3,66 |
| Jonathan Forest      | Saint-François | 15 | 754:01  | 6  | 4 | 3  | 46  | 0  | 88,0 % | 3,66 |
| Alex Gagnon          | CRS Express    | 19 | 1014:53 | 6  | 9 | 2  | 62  | 1  | 89,7 % | 3,67 |

## Séries éliminatoires
|  | Quarts de finale | Quarts de finale                | Quarts de finale                | Quarts de finale                |                              |                              | Demi-finales | Demi-finales | Demi-finales | Demi-finales |  |  | Finale | Finale | Finale | Finale |
|  |                  |                                 |                                 |                                 |                              |                              |              |              |              |              |  |  |        |        |        |        |
|  |                  |                                 |                                 |                                 |                              |                              |              |              |              |              |  |  |        |        |        |        |
|  |                  |                                 |                                 |                                 |                              |                              |              |              |              |              |  |  |        |        |        |        |
|  | 1                | Lois Jeans de Pont-Rouge        | 4                               | 4                               |                              |                              |              |              |              |              |  |  |        |        |        |        |
|  | 1                | Lois Jeans de Pont-Rouge        | 4                               | 4                               |                              |                              |              |              |              |              |  |  |        |        |        |        |
|  | 8                | 98.3 FM de Saguenay             | 1                               | 1                               |                              |                              |              |              |              |              |  |  |        |        |        |        |
|  | 8                | 98.3 FM de Saguenay             | 1                               | 1                               | Lois Jeans de Pont-Rouge     | Lois Jeans de Pont-Rouge     | 4            | 4            |              |              |  |  |        |        |        |        |
|  |                  |                                 |                                 |                                 | Lois Jeans de Pont-Rouge     | Lois Jeans de Pont-Rouge     | 4            | 4            |              |              |  |  |        |        |        |        |
|  |                  |                                 | Caron et Guay de Trois-Rivières | Caron et Guay de Trois-Rivières | 2                            | 2                            |              |              |              |              |  |  |        |        |        |        |
|  | 2                | CRS Express de Saint-Georges    | Caron et Guay de Trois-Rivières | Caron et Guay de Trois-Rivières | 2                            | 2                            | 4            | 4            |              |              |  |  |        |        |        |        |
|  | 2                | CRS Express de Saint-Georges    |                                 |                                 |                              |                              |              | 4            |              |              |  |  |        |        |        |        |
|  | 7                | CIMT de Rivière-du-Loup         | 1                               | 1                               |                              |                              |              |              |              |              |  |  |        |        |        |        |
|  | 7                | CIMT de Rivière-du-Loup         | 1                               | 1                               | Lois Jeans de Pont-Rouge     | Lois Jeans de Pont-Rouge     | 4            | 4            |              |              |  |  |        |        |        |        |
|  |                  |                                 |                                 |                                 | Lois Jeans de Pont-Rouge     | Lois Jeans de Pont-Rouge     | 4            | 4            |              |              |  |  |        |        |        |        |
|  |                  |                                 | Isothermic de Thetford Mines    | Isothermic de Thetford Mines    | 2                            | 2                            |              |              |              |              |  |  |        |        |        |        |
|  | 3                | Saint-François de Sherbrooke    | Isothermic de Thetford Mines    | Isothermic de Thetford Mines    | 2                            | 2                            | 2            | 2            |              |              |  |  |        |        |        |        |
|  | 3                | Saint-François de Sherbrooke    |                                 |                                 |                              |                              |              |              |              |              |  |  |        |        |        |        |
|  | 6                | Caron et Guay de Trois-Rivières | 4                               | 4                               |                              |                              |              |              |              |              |  |  |        |        |        |        |
|  | 6                | Caron et Guay de Trois-Rivières | 4                               | 4                               | CRS Express de saint-Georges | CRS Express de saint-Georges | 2            | 2            |              |              |  |  |        |        |        |        |
|  |                  |                                 |                                 |                                 | CRS Express de saint-Georges | CRS Express de saint-Georges | 2            | 2            |              |              |  |  |        |        |        |        |
|  |                  |                                 | Isothermic de Thetford Mines    | Isothermic de Thetford Mines    | 4                            | 4                            |              |              |              |              |  |  |        |        |        |        |
|  | 4                | Isothermic de Thetford Mines    | Isothermic de Thetford Mines    | Isothermic de Thetford Mines    | 4                            | 4                            | 4            | 4            |              |              |  |  |        |        |        |        |
|  | 4                | Isothermic de Thetford Mines    |                                 |                                 |                              |                              |              | 4            |              |              |  |  |        |        |        |        |
|  | 5                | Chiefs de Saint-Hyacinthe       | 2                               | 2                               |                              |                              |              |              |              |              |  |  |        |        |        |        |
|  | 5                | Chiefs de Saint-Hyacinthe       | 2                               | 2                               |                              |                              |              |              |              |              |  |  |        |        |        |        |
|  |                  |                                 |                                 |                                 |                              |                              |              |              |              |              |  |  |        |        |        |        |

### Classements des pointeurs des séries
| Joueur               | Équipe        | PJ | B  | A  | Pts | Pun |
| -------------------- | ------------- | -- | -- | -- | --- | --- |
| Steve Larouche       | Lois Jeans    | 17 | 13 | 14 | 27  | 8   |
| Christian Deschênes  | Isothermic    | 17 | 6  | 20 | 26  | 24  |
| Dominic Chiasson     | Isothermic    | 18 | 10 | 14 | 24  | 6   |
| Kévin Cloutier       | CRS Express   | 11 | 8  | 14 | 22  | 12  |
| André Martineau      | Isothermic    | 18 | 9  | 13 | 22  | 6   |
| Robert Guillet       | Lois Jeans    | 15 | 4  | 17 | 21  | 28  |
| Jonathan Gauthier    | Lois Jeans    | 17 | 8  | 13 | 21  | 28  |
| Sébastien Courcelles | Lois Jeans    | 17 | 10 | 8  | 18  | 48  |
| Andrzej Sandrzyk     | Isothermic    | 18 | 7  | 10 | 17  | 8   |
| Guillaume Rodrigue   | Caron et Guay | 12 | 7  | 9  | 16  | 34  |

## Récompenses

### Trophées et honneurs
Cette section présente l'ensemble des trophées remis aux joueurs et personnalités de la ligue pour la saison.
| Trophée                                                           | Joueur                                                          |
| ----------------------------------------------------------------- | --------------------------------------------------------------- |
| Trophée Claude Larose Joueur le plus utile à son équipe           | Kévin Cloutier (CRS Express)                                    |
| Trophée Éric Messier Meilleur défenseur                           | Louis Mandeville (Caron et Guay)                                |
| Trophée Guy Lafleur Meilleur marqueur                             | Kévin Cloutier (CRS Express)                                    |
| Trophée Maurice Richard Meilleur buteur                           | Chad Lacasse (CIMT)                                             |
| Trophée Serge Léveillée (entraîneur) Meilleur entraîneur          | Daniel Bissonnette (Isothermic)                                 |
| Trophée Jonathan Delisle Joueur démontrant le meilleur Leadership | Sylvain Rodier (Caron et Guay) Christian Deschênes (Isothermic) |
| Trophée des médias Joueur le plus utile des séries éliminatoires  | Steve Larouche (Lois Jeans)                                     |
| Trophée du meilleur duo de gardien de but                         | Luc Bélanger Guillaume Lavallée (Lois Jeans)                    |
| Trophée du joueur le plus gentilhomme                             | Chad Lacasse (CIMT) Steve Larouche (Lois Jeans)                 |
| Trophée de la recrue offensive                                    | Nicolas Robillard (CRS Express)                                 |
| Trophée de la recrue défensive                                    | Louis Mandeville (Caron et Guay)                                |
| Trophée Gaston Gagné Avancement de sa cause et de la ligue        | Isothermic de Thetford Mines                                    |

| Trophée                                                                   | Équipe                       |
| ------------------------------------------------------------------------- | ---------------------------- |
| Coupe du Commissaire Équipe de la saison régulière avec le plus de points | Lois Jeans de Pont-Rouge     |
| Coupe Futura Vainqueur des séries                                         | Lois Jeans de Pont-Rouge     |
| Trophée Gilles Lefebvre Meilleure organisation de la ligue                | CRS Express de Saint-Georges |
| Trophée Gaston Gagné Avancement de sa cause et de la ligue                | Isothermic de Thetford Mines |

### Équipe d'étoiles
| Position |                    |                 |
| Position | Joueur             | Équipe          |
| -------- | ------------------ | --------------- |
| G        | Luc Bélanger       | Pont-Rouge      |
| D        | Louis Mandeville   | Trois-Rivières  |
| D        | Christian Laflamme | Pont-Rouge      |
| C        | Kévin Cloutier     | Saint-Georges   |
| AD       | Robert Guillet     | Pont-Rouge      |
| AG       | Chad Lacasse       | Rivière-du-Loup |